# Skyr
L'skyr (pronunciació islandesa [ˈscɪːr̥]) és un producte lacti típic d'Islàndia elaborat a base de iogurt, que destaca pel seu baix contingut gras. Es troba amb relativa facilitat als supermercats dels països escandinaus. Tradicionalment se serveix fred amb un recobriment de sucre i crema.
Se sap que els pobles vikings en menjaven. L'skyr apareix esmentat en nombroses fonts medievals islandeses, com per exemple a les sagues Egils saga i Grettis saga. La historiadora culinària Hallgerður Gísladóttir comenta que l'skyr era conegut a tota Escandinàvia en el moment del seu setge, però que amb el temps ha quedat en l'oblit excepte al seu propi país, Islàndia.

## Elaboració
L'skyr s'ha realitzat tradicionalment amb llet crua, però l'skyr modern es fa amb llet desnatada pasteuritzada. Una petita porció de skyr s'afegeix a la llet calenta per a introduir-hi els bacteris adequats, com ara Streptococcus salivarius subsp. thermophilus i Lactobacillus delbrueckii subsp. bulgaricus. S'hi afegeix també el quall i es deixa coagular la llet. Llavors es filtra l'skyr a través d'una tela per a eliminar el sèrum de llet (mysa en islandès) i per a mantenir els sòlids de la llet. Quan s'ha aconseguit la textura apropiada s'envasa i es distribueix, llest per al consum.

## Propietats i usos
Tot i que varia lleugerament entre les diferents marques, l'skyr sense cap més afegitó alimentari conté aproximadament un 12% de proteïnes, 3% d'hidrats de carboni, i entre el 0,2% i el 0,5% de greix. Té un alt contingut en calci i totes les vitamines que es troben normalment en els productes lactis. Es conserva sense necessitat de refrigeració, i per això s'ha convertit en un bon aliment alt en proteïnes per a endur-se de viatge.
L'skyr té un gust lleugerament amarg, amb un toc dolç al final. Els fabricants comercials hi han afegit gustos com vainilla o baies per a augmentar-ne l'atractiu. Els batuts basats en l'skyr també s'han fet populars.
A la cuina islandesa se sol emprar com a substitut del vi blanc a causa del seu lleuger gust àcid. És ideal per a l'elaboració de plats dolços o que inclouen peix. S'utilitza, per exemple, en un plat tradicional islandès anomenat hræringur (que significa "agitat" o "fet per agitació"), que consisteix en quantitats aproximadament iguals de skyr i farinetes. Es barreja sovint amb melmelada o fruita per a les postres, o amb cereals per esmorzar. En el cas dels infants, s'acostuma a posar-hi sucre per sobre.
És un producte molt popular a Islàndia, tot i que també es pot comprar en algunes parts dels EUA, i en els mercats especialitzats del Regne Unit i Escandinàvia. Thise Mejeri produeix skyr a Dinamarca des de maig de 2007. Des de l'1 de setembre de 2009, una versió produïda per Q-meieriene es troba disponible a Noruega. L'any 2011, Q-meieriene va llançar el producte també a Suècia.